# Red Storm Entertainment
Red Storm Entertainment ist ein Tochterunternehmen von Ubisoft, das auf die Entwicklung von Computerspielen, von denen die meisten auf den Werken des Autors Tom Clancy basieren, spezialisiert ist.

## Geschichte
Kurz nachdem er großen Erfolg mit seinem Roman Jagd auf Roter Oktober hatte, traf Tom Clancy im Jahre 1985 den britischen Royal Navy Kapitän Doug Littlejohns und nutzte dessen technische Ratschläge für sein nächstes Buch mit dem Titel Im Sturm.
1996 entschied Clancy ein Unterhaltungssoftware-Unternehmen zu gründen und fragte Littlejohns wieder um Rat. Dieser wurde schließlich Präsident und CEO der Firma.
Zu dieser Zeit war die Virtus Corporation Teilhaber am Unternehmen. Nachdem mit der Verlagsgruppe Pearson eine Partnerschaft eingegangen worden war, veröffentlichte Red Storm im November 1997 seinen ersten Titel „Tom Clancy’s Politika“. Dem Spiel war ein Roman mit demselben Namen beigelegt.
Red Storm Entertainments zweites Spiel war der Beginn ihrer Rainbow-Six-Marke, Tom Clancy’s Rainbow Six. Einige Wochen nach dem Release des Spiels veröffentlichte Tom Clancy einen gleichnamigen Roman.
Im Jahr 2000 wurde Red Storm Entertainment von Ubisoft aufgekauft. Nach dem Weggang von Littlejohns ist Steve Reid der Chef des Tochterunternehmens.

## Entwickelte Spiele
- Tom Clancy’s Politika (1997)
- Dominant Species (1998)
- ruthless.com (1998)
- Tom Clancy’s Rainbow Six (1998)
  - Rainbow Six: Eagle Watch (Erweiterung; 1999)
- Tom Clancy’s Rainbow Six: Rogue Spear (1999)
  - Rainbow Six: Rogue Spear: Urban Operations (Add-on; 2000)
  - Rainbow Six: Rogue Spear: Covert Operations Essentials (Add-on; 2000)
  - Rainbow Six: Rogue Spear: Black Thorn (Add-on; 2001)
- Force 21 (1999)
- Bang! Gunship Elite (2000)
- Shadow Watch (2000)
- Tom Clancy’s Ghost Recon (2001)
  - Ghost Recon: Desert Siege (Add-on; 2002)
  - Ghost Recon: Island Thunder (Add-on; 2002)
  - Ghost Recon: Jungle Storm (Add-on; 2004)
- Der Anschlag (2002)
- Tom Clancy’s Rainbow Six 3: Raven Shield (2003)
  - Tom Clancy’s Rainbow Six 3: Black Arrow (2004) (Xbox)
  - Tom Clancy’s Rainbow Six 3: Athena Sword (Add-on; 2004)
- Tom Clancy’s Ghost Recon 2 (2004)
  - Tom Clancy’s Ghost Recon 2: Summit Strike (Add-on; 2005)
- Tom Clancy’s Rainbow Six: Lockdown (2005)
- Tom Clancy’s Ghost Recon: Advanced Warfighter (2006)
- Tom Clancy’s Ghost Recon: Advanced Warfighter 2 (2006)
- America’s Army: True Soldiers (2007)
- Tom Clancy’s Ghost Recon: Future Soldier (2012)
- Far Cry 3 (2012)
- Rocksmith 2014 (2013)
- Far Cry 4 (2014)
- Tom Clancy’s The Division (2016)
- Werewolves Within (2016)
- Star Trek Bridge Crew (2017)
- Tom Clancy’s Ghost Recon Wildlands (2017)